# アーサー・ヘスケス・グルーム

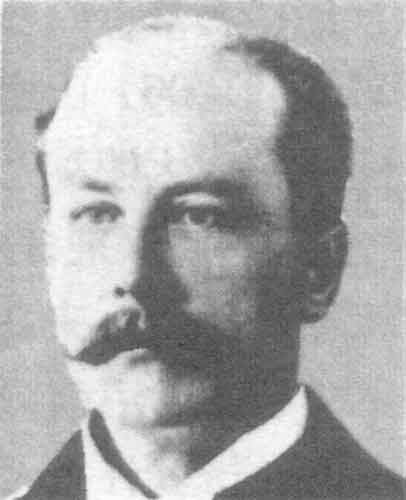
アーサー・ヘスケス・グルーム

アーサー・ヘスケス・グルーム（英語: Arthur Hesketh Groom、1846年9月22日（弘化3年8月2日） - 1918年（大正7年）1月9日）は、幕末から明治にかけて日本で活躍したイングランド出身の実業家。六甲山の観光開発と景観保護に力を注ぎ、神戸倶楽部を創設するなどの功績により「六甲山の開祖」と呼ばれた。

## 経歴

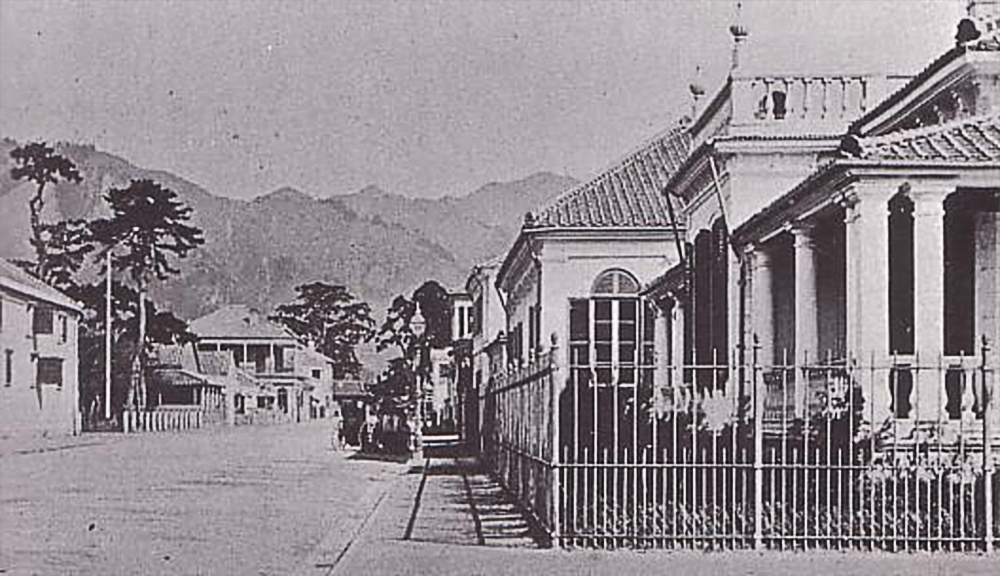
神戸外国人居留地

1846年9月22日、イングランド・ブライトン郊外のベルノン・テラス（英語）で生まれ、ウィルトシャーのマールボロ・カレッジ （英語）で学んだ。トーマス・ブレーク・グラバーとともにグラバー商会を設立した兄のフランシス・グルーム（Francis Arthur Groom）の勧めで同商会に勤務することになり、訪日。長崎赴任を経て1868年4月に出張員として支店を開設するため、開場したばかりの神戸外国人居留地を訪れた。
グルームは神戸を訪れて間もなく、下宿先であった善照寺の住職・佐々木先住の紹介で大阪玉造の士族の娘、宮崎直と結婚した。夫婦仲は娘の柳が「50年一日の如く、いたわり合い信じ合っていた」と振り返るほど良好であった。
1870年にグラバー商会が倒産すると、元同僚と共同出資して居留地101番地にモーリヤン・ハイマン商会（Mourilyan, Heimann & Co.）を設立。日本茶の輸出、中国紅茶の輸入などを手掛けた。1883年には横浜居留地へ移住し、生糸の輸出を行ったが業績が思わしくなく、10年ほどで神戸へ引き返し居留地内播磨町34-35番地に商社を構え茶の輸出を続けた。
1897年、神戸外国人居留地内にあったオリエンタルホテルをエドワード・ハズレット・ハンターらと共同で買収し、社長に就任した。登山好きであったグルームは友人知人の助言を受け、香港ほかの開発にならい1901年に神戸ゴルフ倶楽部を開場したほか、観光分野に事業を拡大。1908年に建設する居留地6番地の新館は、設計をゲオルグ・デ・ラランデに委嘱し「東洋一の洋館ホテル」と呼ばれ、高級ホテルとして繁盛した。
しかし同時期に起こった恐慌のあおりを受けてオリエンタルホテルの経営状態は悪化。資金繰りのため1913年に現在の阪神電鉄青木駅近くの土地をサミュエル商会に売却し、1916年にホテルの経営権を日本人実業家の浅野総一郎に売却した。妻の直は経営で苦しんだグルームに、手持ちの資産をすべて提供した。
1917年末、神戸外国倶楽部（神戸倶楽部）で開かれたクリスマスパーティーに出席したグルームは泥酔して玄関の石段で転倒し、脳震盪を起こした。翌1918年1月2日、同じ神戸倶楽部で開かれた新年会に出席したグルームはまたもや泥酔した挙句、玄関の石段で転倒し、頭部を強打。傷口から破傷風に感染したことが原因で同月9日に死亡した。遺言により葬儀は仏式（日蓮宗）の家族葬で営まれ、遺体は火葬されて春日野墓地にあった妻の実家・宮崎家の墓に葬られた。戒名は英智院具理日夢居士。

## 六甲山の開発

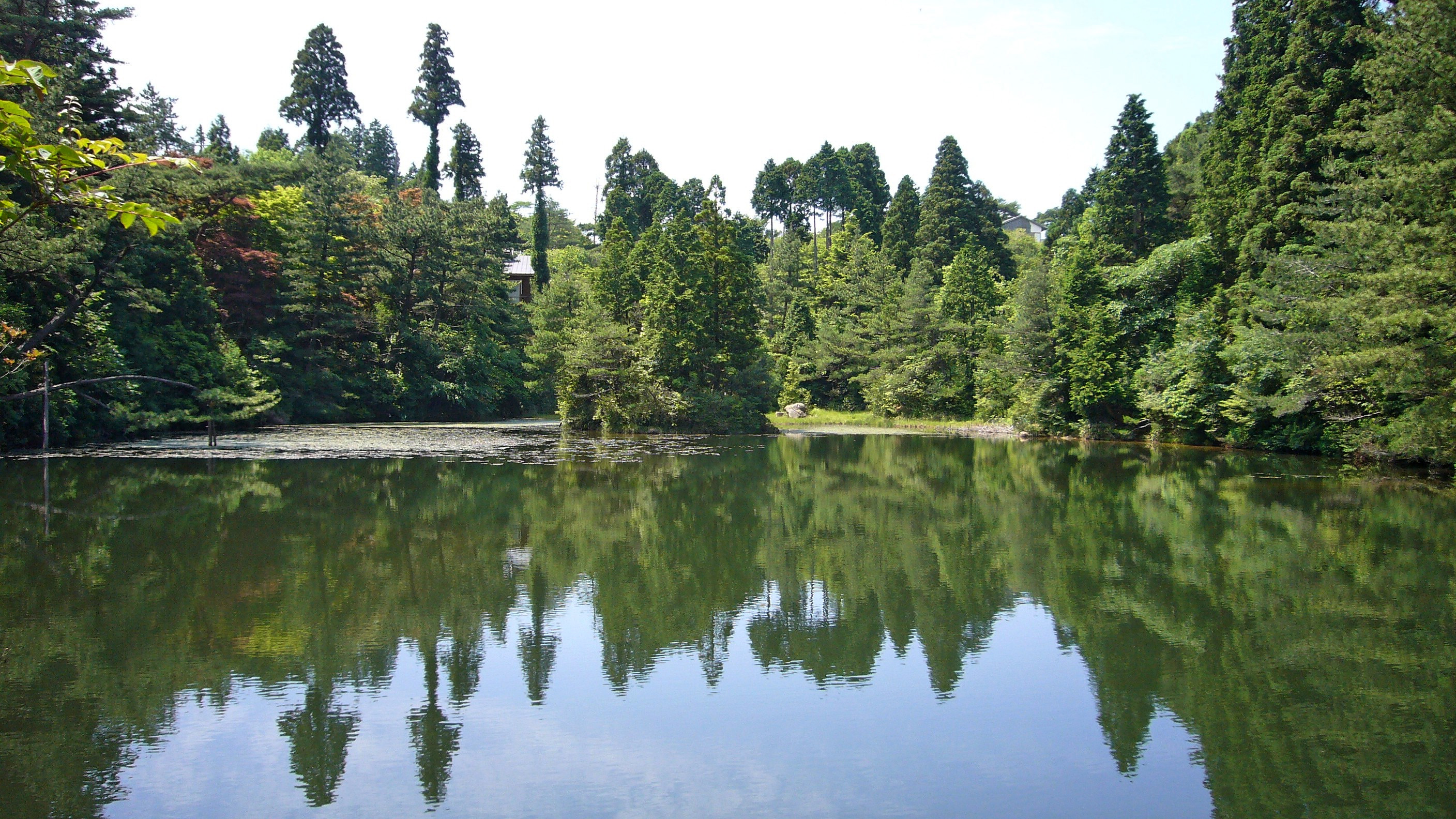
三国池

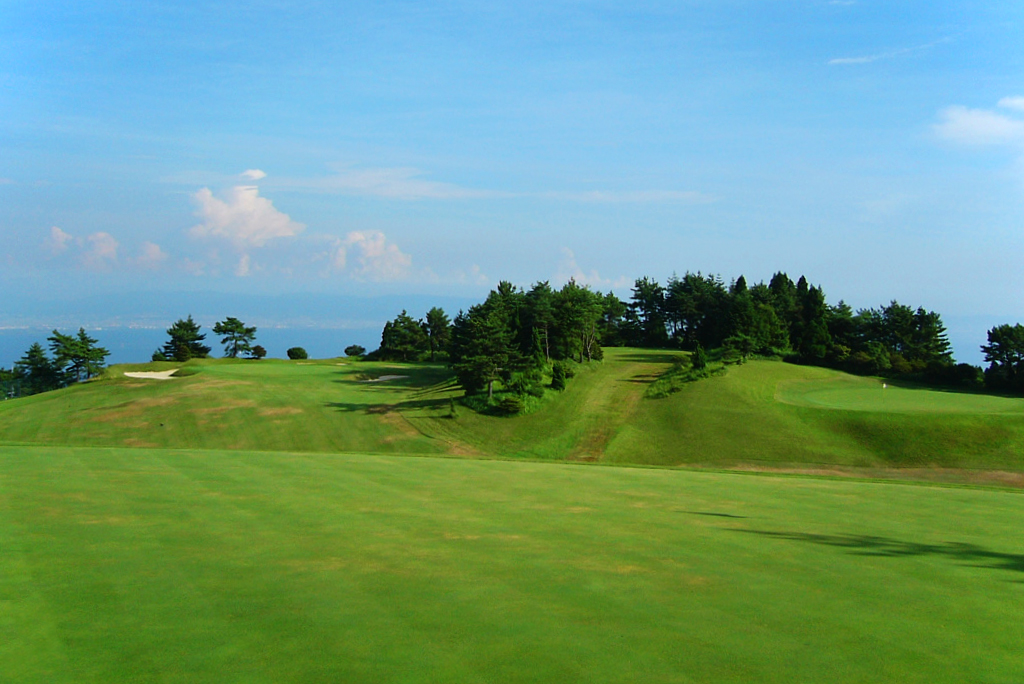
神戸ゴルフ倶楽部のコース

グルームは六甲山の開発に力を注いだ。きっかけは五男がろう者であったことを趣味の狩猟で多くの動物を殺した報いと感じ、罪滅ぼしに狩猟をやめ、動物が多く住んだ六甲山の自然を守ろうとしたとされる。
1895年、長男亀次郎の名義で六甲山上の10000坪あまりの土地を畑原村など3つの村から納涼遊園場敷地として借りると、まず三国池付近の45坪ほどの土地に自分の別荘を建て、その後、周辺の土地を別荘地として外国人に分譲した。グルームが建てた別荘は六甲山上に建てられた最初の人家であり、居留地の起業の地の番地をあて「101番屋敷」「百壱」と呼ばれた。
スポーツマンとして知られ、神戸外国人居留地内に発足したスポーツクラブの設立に深く関与した。その神戸クリケットクラブ・神戸リガッタ・アンド・アスレチック・倶楽部（KRAC）に高齢のメンバーの入会を勧誘するため、土地の安い六甲山にゴルフ場を建設することを思い立った。工事は1898年頃に開始され、1901年に4ホールのコースが完成した。このコースをもとに1903年、会員制のゴルフ場神戸ゴルフ倶楽部が発足した。仲間うちの娯楽の場に近い規模で始まり、やがて利用者が増え18コースに広げると管理体制を置く必要に迫られたグルームたちは1903（明治36）年2月27日、神戸商工会議所で「神戸ゴルフ倶楽部」の創立総会を開いて法人化した。
グルームは植林や桟道の整備開発に私財を投じ、六甲山が避暑地・リゾート地として繁栄する礎を築いた。明治末に別荘の軒数は60戸、住人の外国人は100人を超え、別荘地一帯は「神戸外国人村」と呼ばれた。六甲山を開発した功績からグルームは「六甲市長」と呼ばれた。

## 逸話
六甲山を巡って、グルームにはいくつかの逸話が残されている。多趣味の人でスポーツは登山や水泳やボート、クリケットをたしなみ、ゴルフは50代で初めてコースを回ったといい、芸術を愛して自ら筆をとり、舞台に立って芝居を演じた。

### 白髭神社の狐
ある日、グルームは猟師に追われ別荘の敷地へ逃げ込んできた狐を匿った。狐は付近に住みつくようになり、グルームの膝の上で眠るほどに懐くようになった。狐はグルーム以外にはまったく懐かず、グルームが死ぬと姿を見せなくなった。1919年、グルームに匿われた狐が乗り移ったという男が中山手通に住んでいた家族のもとを訪れた。この出来事をきっかけに家族は六甲山に祠を作って狐を祀ることにした。グルームが匿った狐の尾が白かったことから祠は白髭神社と名付けられた。この祠は現在六甲山ホテルの西にある。

### グルーム地蔵
ゴルフ場の建設工事を行っていた頃、外国人の子供が建設予定地の近くにあった地蔵にいたずらをして首を折った。グルームはこの地蔵に新しい首をつけて別荘内に安置するとともに、新しい地蔵を作って元の場所に置いた。この地蔵は「グルーム地蔵」と呼ばれ、後に近くから出た湧水は味が良いと評判になった。この湧水はグルームの末期の水に用いられた。

### 記念碑

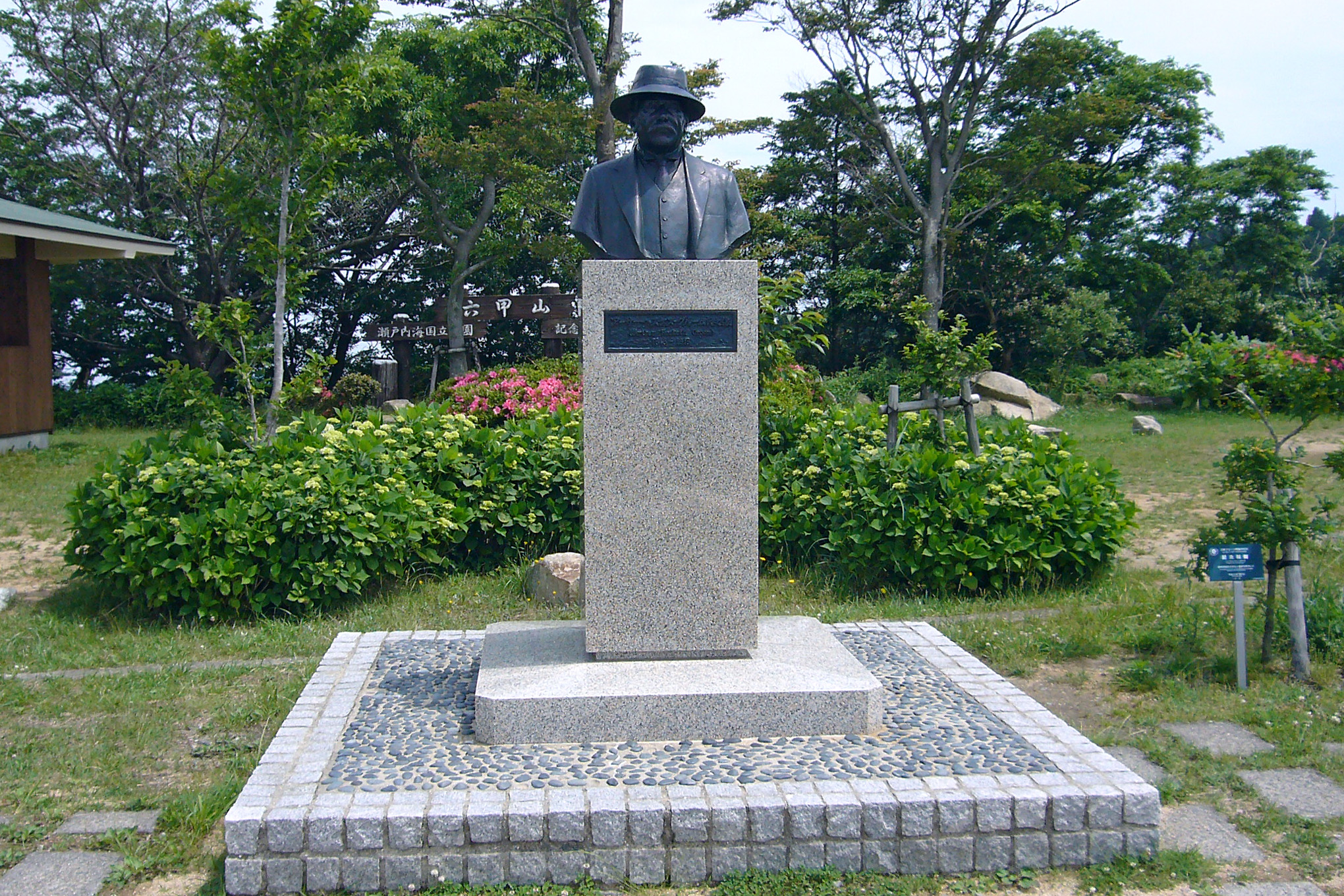
記念碑台のグルーム記念碑

1911年、グルームの六甲山開発における功績をたたえて記念碑を建てる計画が持ち上がった。グルームは「私は神様ではない。死んでからにしてくれ」と断ったが計画は実行に移され、高さ3メートルの石碑「六甲山開祖之碑」が山上に設置された。この地は後に記念碑台と呼ばれるようになる。碑は太平洋戦争中の1942年に「敵国人の顕彰碑」として軍部の手によって破壊されたが、終戦後の1955年に「六甲山の碑」として再建された。
長男亀次郎は1931年（昭和6年）に死んだが、次男の米吉夫妻が中心となって父の志を継ぎ、三国池の横道を登りつめた丘の上に、法華経8巻を納めたグルームの宝塔を立て、六甲山の開発で追われた鳥獣虫・草木の慰霊を願った。その他、グルームに関係する史跡として、前述の白髭神社、グルーム地蔵、チェンバー標識石がある。

## 家族
夫婦の間には15人の子供が生まれ（うち6人は早世）、全員が妻の実家である宮崎姓を名乗った。
- 長男：亀次郎（1872年（明治5年） - 1931年（昭和6年）、神戸生まれ）
- 長女：千代（1874年（明治7年） - 1937年（昭和12年）、神戸生まれ）
- 次男：米吉（1880年（明治13年） - 1944年（昭和19年）、横浜生まれ）
- 三男：末吉（1883年（明治16年） - 1952年（昭和27年）、横浜生まれ）
- 四男：久吉（1885年（明治18年） - 1952年（昭和27年）、横浜生まれ）
- 次女：花（1887年（明治20年） - 1960年（昭和35年）、横浜生まれ）
- 五男：英悟（1888年（明治21年） - 1960年（昭和35年）、横浜生まれ）
- 六男：鶴之助（1890年（明治23年） - 1964年（昭和39年）、神戸生まれ）
- 三女：柳（りう）（1894年（明治27年） - 没年不詳（昭和）、神戸生まれ）